# Alain Dumoulin
Alain Dumoulin, né le 8 novembre 1748 à Lanvéoc, alors trève de la paroisse de Crozon, et mort le 11 mai 1811 à Quimper, est un prêtre du diocèse de Cornouaille, grammairien et écrivain breton.

## Biographie
Ordonné prêtre à Vannes le 4 avril 1772, Alain Dumoulin est d'abord nommé en 1775 professeur au séminaire de Plouguernével, sorte d'annexe en Haute-Cornouaille du grand séminaire de Quimper. En 1787, il est nommé recteur d'Ergué-Gabéric. À la Révolution française, il fait partie d'une délégation du bas clergé qui rencontre les représentants du Tiers-État à Quimper le 21 avril 1789. Dans un premier temps, il apparaît favorable aux idées révolutionnaires mais il refuse de prêter serment à la constitution civile du clergé. Le 2 mai 1790, il doit céder sa place à un prêtre jureur mais continue à dire la messe dans une chapelle de la commune. Dénoncé, il doit se cacher, mais devant l'intransigeance des autorités révolutionnaires, il se décide à partir en exil.
On le retrouve à Liège début 1794 puis à Münster en Westphalie-du-nord en juin 1794. Il bénéficie du soutien de l'évêque Maximilien-François d'Autriche, le plus jeune frère de Marie-Antoinette reine de France. Devant la pression des armées françaises, il doit partir plus à l'est. Son protecteur l'adresse à Marie-Anne de Habsbourg Lorraine, sœur de l'empereur d'Autriche et Abbesse du chapitre impérial des Dames nobles de Prague. Il arrive à Prague en décembre 1794. Pendant son séjour, il reçoit quatre prix littéraires et publie deux ouvrages en latin avant de se consacrer sur la demande de l'évêque Wenceslas Chlumčanský à la rédaction d'une grammaire bretonne en latin qui est publié en 1800 sous le titre Grammatica latino-celtica.
Bénéficiant de la loi d'amnistie des émigrés le 26 avril 1802, Alain Dumoulin revient à Ergué-Gabéric à l'été 1802. Il est nommé, peu de temps après, curé de Crozon sa commune natale, le 6 janvier 1804. Il y reste plus d'une année puis est appelé par son évêque Pierre-Vincent Dombideau de Crouseilhes, nouvellement nommé, en tant que vicaire général du nouveau diocèse de Quimper (regroupant Cornouaille et Léon), et curé de la cathédrale Saint-Corentin de Quimper.
Le rôle d'Alain Dumoulin dans la réorganisation du diocèse est important. Excellent bretonnant, il publie un ouvrage de piété Hent ar Barados (Le chemin du paradis) et supervise la publication d'un nouveau catéchisme en langue bretonne en 1807, qui tient compte du concordat signé en 1801 entre Napoléon et le Pape.
Il décède le 11 mai 1811. Il est enterré au cimetière Saint-Louis à Quimper. Il était le grand oncle de Joseph Graveran, qui deviendra évêque de Quimper en 1840 et qui transféra sa dépouille dans la chapelle du cimetière.

## Publications
- (la) Ecomium regni Bohemiae Genti Bohemicae dedicatum sub auspiciis Celeberrimorum nec non nobilissimorum regni Statuum [« Éloge du Royaume de Bohême dédié à la Nation bohémienne sous les auspices des très-illustres et Très-nobles seigneurs des États du Royaume »], Prague, Hrabian, 1797, 37 p..
- (la) Musa-Bohema-Catolica, adveniente pragam Archiduce Carolo [« La muse catholique de Bohême, pour la venue de l'Archiduc Charles à Prague »], Prague, 1798, 28 p..
- (la) Grammatica latino-celtica, Prague, 1800, 194 p..
- (br) Hent ar barados : pe ar guir Voyen da savetei e Ene, Lequeet e brezoneg gant an Aotrou Al. Dumoulin, chaloni ha Person eus a guoer a Guemper [« Le chemin du paradis ou la vraie manière de sauver son Âme, Écrit en breton par le sieur Alain Dumoulin, chanoine et Curé de la ville de Quimper »], Quimper, Ty Y.J.L. Derrien (réimpr. 1821 et 1834) (1re éd. 1805), 480 p.[13].

#### Articles
- [1892] Joseph Loth, « La grammaire bretonne de Dumoulin », Annales de Bretagne, vol. VIII,‎ 1892, p. 722-727 (lire en ligne, consulté le 23 avril 2023).

- Bouché (H), Un auteur breton oublié, Alain Dumoulin, An Oaled, 1939, p.312

- [1947] (br) Loeiz Lokournan (Louis Dujardin), « Ar furcher brezhonek. Alan Dumoulin (1748-1811) », Arvor,‎ 1947 (lire en ligne, consulté le 23 avril 2023).
- [1958] Louis Dujardin, « Deux écrivains bretons, Alain Dumoulin et Mgr Graveran », Les Cahiers de l'Iroise,‎ avril-juin 1958, p. 102-104.
- [1976] Pierre-Yves Lambert, « Les grammaires bretonnes jusqu'en 1914 », Études Celtiques, no XV:1,‎ 1976, p. 229-188.